# أدونيس ربيعي
الأدونيس الربيعي  (باللاتينية: Adonis vernalis) نوع نباتي ينتمي إلى جنس الأدونيس أو عين الجمل من الفصيلة الحوذانية.

## الموئل والانتشار
موطنه معظم مناطق وسط وغرب أوروبا.
النبات سام.